# Thursania marpesia
Thursania marpesia är en fjärilsart som beskrevs av Druce 1891. Thursania marpesia ingår i släktet Thursania och familjen nattflyn. Inga underarter finns listade i Catalogue of Life.